# Jean de Maillac
Jean de Maillac, ou Giovanni Morlaco, mort en décembre 1396, est un prélat français du XIVe siècle.

## Biographie
Le franciscain Jean de Maillac est  d'abord gardien d'un couvent à Gubbio en Italie, et devient en 1348 évêque de Guardialfiera (it), au royaume de Naples, et passe en  1350, à celui de Gubbio. En 1370 il est transféré à Riez. En 1371, il ordonne de refaire en entier le livre des reconnaissances et il décharge de toute redevance, le marché qui se tient à Riez le samedi.
Jean de Maillac travaille à la restauration de sa ville épiscopale démantelée, aux trois quarts ruinée par les espagnols et Henri de Transtamare. Jean de Maillac est convaincu que la ville ne peut être mise en état de défense, que si l'on en réduit l'enceinte. Il se fait nommer capitaine ou gouverneur de la ville et il circonscrit la vieille cité de Riez. Ce qui reste en dehors forme les faubourgs du Reclus ou Bourgneuf, de Saintoch ou Roumoules, de Saint-Sébastien ou de Puimoisson, de Saint-Sols ou Sansouen, des Cordeliers ou des Colonnes, et de Notre-Dame de Blanchon.

## Source
- La France pontificale (Gallia Christiana), Paris, s.d.